# Kvina
Die Kvina ist ein Fluss, der durch das Tal Kvinesdal im Fylke Agder in Südnorwegen fließt und in den Fedafjord mündet.
Die Kvina hat einen naturbelassenen Nebenfluss, die Litleåna. Das ursprüngliche Einzugsgebiet umfasste 1.445 km². Die Kvina wurde durch die Sira-Kvina Kraftselskap stark reguliert. Das Wasser aus 809 km² (56 %) des ursprünglichen Einzugsgebiets wird zum benachbarten Fluss Sira ins Tal Sirdal umgeleitet. Der Fluss (einschließlich der Litleåna) hatte einen mittleren Abfluss von 81 m³/s vor der Regulierung. Heute beträgt dieser nur noch 32 m³/s.
Die Kvina ist heutzutage lachsführend bis nach Rafoss, auf einer Flussstrecke von 13 km. Im Nebenfluss Litleåna erreichen die Lachse den Ort Åmot, 1 km flussaufwärts.